# Лоик Реми
Лоик Реми (на френски: Loïc Alex Teliére Hubert Rémy; роден 2 януари 1987 г.) е бивш френски нападател.
Реми израства в юношеската школа на Олимпик Лион и дебютира за основния състав през 2006 г.
След това е част от редиците на Ланс, Ница, Олимпик Марсилия, Куинс Парк Рейнджърс и Нюкасъл Юнайтед.
Преминава в тима на Челси през 2014 г. и с него печели Английска висша лига и Купа на Футболната лига през сезон 2014 – 15.
Между 2016 и 2018 г. играе за отборите на Кристъл Палас, Лас Палмас и Хетафе.
През 2018 г. се присъединява към състава на Лил.

## Успехи
Лион
- Лига 1: 2006 – 07
- Суперкупа на Франция: 2006, 2007

Марсилия
- Купа на Лигата на Франция: 2010 – 11, 2011 – 12
- Суперкупа на Франция: 2011

Челси
- Английска висша лига: 2014 – 15
- Купа на Футболната лига: 2014 – 15